# Julio Cerón Ayuso
Julio Cerón Ayuso (1928 -Caussade, Francia, 5 de abril de 2014) fue un filósofo y diplomático español.
Después de viajar a la República Popular China y la Unión Soviética entre 1953 y 1956, contactó con exiliados del franquismo y activistas interiores de la Hermandad Obrera de Acción Católica, y en 1958 fundó el Frente de Liberación Popular (FLP, también conocido como la Fiesta, el Felipe o FELIPE), grupo de oposición antifranquista que tenía la pretensión de llegar a un acercamiento entre marxistas y católicos; a la vez, ocupaba la secretaría de la embajada española en la Organización Internacional del Trabajo. 
El 10 de junio de 1959 fue detenido por secundar la jornada de Huelga General Pacífica convocada por el Partido Comunista de España. Fue condenado a 8 años de prisión, a pesar de la enérgica defensa que hizo de él José María Gil-Robles y Quiñones, quien insistió en su catolicismo y anticomunismo. El 8 de octubre de 1962 fue indultado por las autoridades franquistas y desterrado a Alhama de Murcia, desde donde colaboró en Cuadernos de Ruedo ibérico. 
A principios de los setenta fue rehabilitado como funcionario y trasladado a la embajada española en Francia, donde trabajó para la Unesco. Estuvo viviendo en el castillo medieval de Caussade, en la localidad de Périgueux (región del Périgord). En 1994 cesó en su cargo. 
Fue hermano del también diplomático y político español José Luis Cerón Ayuso.
Falleció en su residencia en el sur de Francia, el 5 de abril de 2014.